# Carpegna
Carpegna és un municipi d'Itàlia, a la província de Pesaro i Urbino, les Marques. Situat al sud de San Marino i sud-oest de Pesaro, i té uns 1600 habitants.
Antigament fou un castell capital des d'almenys el segle ix fins al segle xix d'un comtat sobirà que va pertànyer a una branca dels Montefeltro (els Carpegna) i a la segona meitat del segle xviii i més endavant a la família Gabrielli (Carpegna-Gabrielli).

## Vegeu
Comtat de Carpegna